# بهمنيار
بهمنيار (القرن الخامس هـ) هو حكيم، من تلاميذ ابن سينا.
هو أبو الحسن بهمنيار بن المرزبان الأذربيجاني. كان مجوسياً وأسلم. تتلمذ على يديه أبي العباس فضل بن محمد اللوكري وشرف الزمان محمد الايلاقي.
توفي سنة 458 هـ، وقيل سنة 502 هـ.

## آثاره
من آثاره:
- «ما بعد الطبيعة».
- «مراتب الموجودات». وقد طبعت «مراتب الموجودات» و«ما بعد الطبيعة» سوياً في القاهرة: مطبعة كردستان العلمية، 1329 هـ / 1911 م.
- «التحصيل» في الفلسفة والمنطق. طبع في طهران بتحقيق من شهيد مرتضى مطهري - دانشكدۀ الهيات ومعارف إسلامي، 1349 هـ ش / 1970 م.